# Thermotogales
Die Thermotogales sind eine Ordnung der Bakterien innerhalb der Klasse der Thermotogae. Es handelt sich um eine phylogenetisch alte Gruppe der Bakterien. Die Arten sind aufgrund der Bildung thermostabiler Proteine und Enzyme sowie der Produktion von molekularen Wasserstoff (H2) von besonderen Interesse für die Biotechnologie.

## Merkmale

### Erscheinungsbild
Auffällig sind die so genannten Toga, es handelt sich um blasenförmige Ausstülpungen von Proteinhüllen an den beiden Enden der Zelle. Diese Struktur war namensgebend. Die Toga entspricht der äußeren Zellmembran von gramnegativen Bakterien, zwischen der Toga und der inneren Membran befindet sich das Periplasma. Bei der Art Fervidobacterium islandicum bildet sich die Ausstülpung nur an einem Zellende. Diese äußere Hülle unterscheidet sich stark von der äußeren Membran der Proteobacteria. Im Gegensatz zu den Proteobacteria fehlen den Thermotogae Lipopolysaccharide (LPS), und die äußere Membran ist hauptsächlich aus Proteinen aufgebaut. Wichtig sind hierbei Ompα- und Ompβ-Proteine. Letztere bilden ein hexagonales Gitter.  Ompα bindet die Toga an die inneren Zellkörper. Bei der Art Thermotoga maritima wurden weitere Enzyme gefunden, welche mit dem Transport von Stoffen und Signalübermittlung verbunden sind.
Zwischen den beiden Membranen befindet sich, wie auch bei den Proteobacteria, eine Peptidoglycanschicht. Die Peptidoglykane der Thermotogales enthalten im Unterschied zu denen der Proteobacteria keine meso-Diaminopimelinsäure (DAP), dafür aber D-Lysin und L-Lysin.

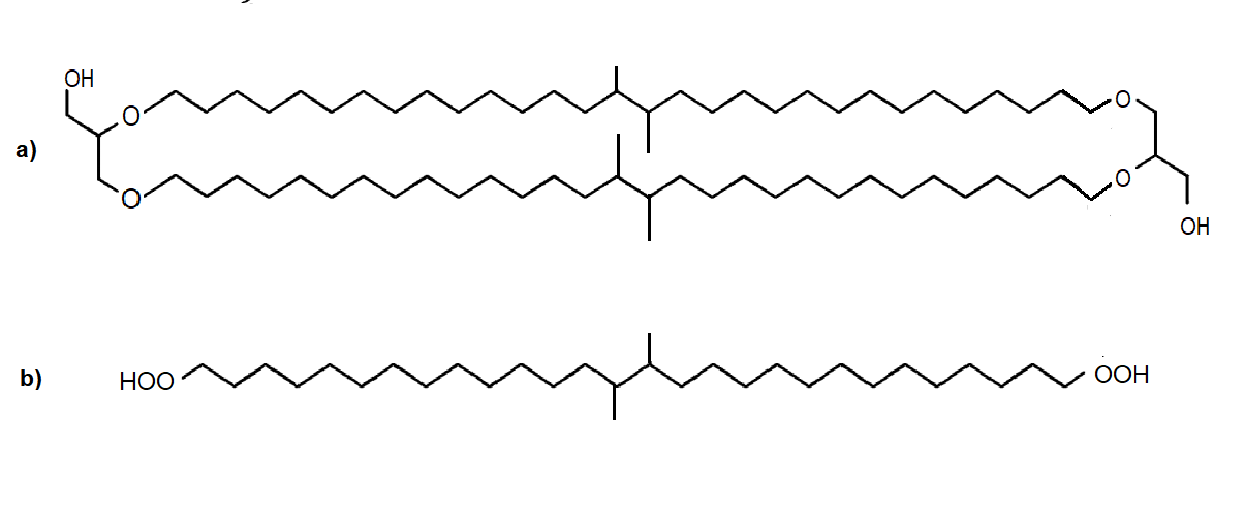
Zwei Beispiele von Membranlipiden bei Thermotogales. a) eine Dicarbonsäure (eine Fettsäure mit 32 Kohlenstoffatmonen (15,16-Dimethyltriacontandisäure, C_{32}H_{62}O_{4}), b) Ein Etherlipid aus 2 Dicarbonsäuren mit insgesamt 70 C-Atomen. Zum Vergrößern bitte anklicken.

Ein weiteres Merkmal der Thermotogales ist das Vorkommen von langkettigen Fettsäuren und Dicarbonsäuren in den Membranlipiden. Beispiele für die Dicarbonsäuren sind Ketten von 30, 32 oder 34 Kohlenstoff-Atomen mit zwei Carbonsäuregruppen. Sie dienen wahrscheinlich der Stabilität in Umgebungen mit extrem hohen Temperaturen. Auch C16:0-Fettsäuren (Palmitinsäure) sind innerhalb der Membranen der Arten der Ordnung häufig. Bei der Art Thermotoga maritima wurden auch bipolare Tetraether festgestellt. Hierbei handelt es sich um 2 Dicarbonsäuren, die mit Etherbindungen an zwei Glycerinmoleküle gebunden sind (s.h. Bild).

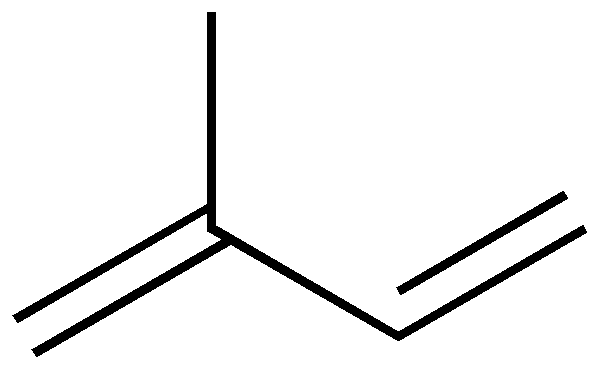
Strukturformel von Isopren, Grundbaustein der Lipide bei Archaeen

Die aus langkettigen Fettsäuren bestehende Lipide ähneln den Membranlipiden von Archaeen. Bei dieser Gruppe besteht die Membran aus Polyisoprenketten, die durch Etherbindungen mit Glycerinmolekülen verbunden sind. Der Grundbaustein ist hier das Alken Isopren. Unterschiede sind einmal die fehlenden Doppelbindungen und die wenigen Verzweigungen der Lipide bei den Thermotogae.
In der mesophilen Art Mesotoga prima aus der Schwesterordnung Kosmotogales (bzw. Petrotogales) sind langkettigen Lipide mit über 30 Kohlenstoffatomen nicht vorhanden. Dieses Bakterium zeigt optimales Wachstum bei Temperatur von 37 °C, bei über 50 °C findet kein Wachstum mehr statt.
Die Gram-Färbung der Thermotogales verläuft, trotz der Unterschiede zu den Proteobacteria, gramnegativ.
Die meisten Arten der Thermotogales besitzen Flagellen und sind beweglich (motil). Die Flagellen können je nach Art verschieden angelegt sein, so besitzt Thermotoga maritima eine einzelne Flagelle, die in der Nähe eines Zellendes (subpolar) liegt. Pseudothermotoga elfii ist peritrich begeißelt, viele Flagellen sind gleichmäßig über die Oberfläche verstreut. Thermotoga neapolitana besitzt keine Flagellen. Thermosipho ist ebenfalls nicht begeißelt.
Die meist stäbchenförmigen Zellen können je nach Art einzeln, paarig oder auch in Ketten auftreten. So können bei Fervidobacterium riparium Ketten von bis zu 17 Einzelzellen auftreten. Fervidobacterium islandicum kann Aggregate von bis zu 50 Zellen bilden.
Sporen werden nicht gebildet.

### Stoffwechsel
Die einzelnen Vertreter der Ordnung leben in Gebieten wo kein Sauerstoff vorhanden ist, sie sind anaerob. Sie nutzen die Gärung (Fermentation) zur Energiegewinnung. Sie können eine Reihe von Substraten fermentieren, einschließlich komplexer organischer Substanzen wie z. B. Hefeextrakt oder Stärke. Kohlenhydrate wie Glucose und Xylose können ebenfalls genutzt werden. So produzieren Arten der Thermotogales bei der Fermentation zur Energiegewinnung Milchsäure (Lactat), Acetat, Kohlendioxid und Wasserstoff (H2) als Gärungsprodukte. Auch z. B. elementarer Schwefel oder Thiosulfat kann von den verschiedenen Arten als Elektronenakzeptor genutzt werden. Dies geschieht, wenn zu viel des das Wachstum hemmende Wasserstoff (H2) im Medium vorhanden ist. Thermotoga kann auch eine anaerobe Atmung mit Wasserstoff als Elektronendonator und Eisen(III)-Ionen als Elektronenakzeptor durch führen.
Genetische Untersuchungen von Thermotoga maritima haben eine Vielfalt von Stoffwechselwegen gezeigt. So nutzt das Bakterium den Entner-Doudoroff-Weg und die Glykolyse sowie den nicht-oxidativen Teil des Pentosephosphatwegs. Diese Vielfalt zeigt sich auch darin, das über 7 % des Genoms von Thermotoga maritima für den Zuckerstoffwechsel benötigt werden. Auch bei anderen Mitgliedern der Ordnung Thermotogales wurden große Anteile des Genoms identifiziert, die am Stoffwechsel beteiligt sind.
Die Salztoleranz der Thermotoga-Arten ist stark unterschiedlich, einige zeigen eine hohe Salztoleranz (Halophilie), während andere auf Lebensräume mit niedrigem Salzgehalt beschränkt sind.

### Genetik
Das Genom von Thermotoga maritima wurde vollständig sequenziert. Hierbei wurde festgestellt, das eine starke Ähnlichkeit mit hitzeliebenden (thermophilen) Archaeen besteht. Es wird angenommen, dass mehr als 20 % der Gene durch horizontalen Gentransfer von Archaeen auf Thermotoga maritima übertragen wurde. Auch bei anderen Vertretern der Bakterien sind Gene von Archaeen gefunden worden, wie z. B. bei Aquifex aeolicus, doch handelt es sich bei Thermotoga um den größten bisher bekannten horizontalen Gentransfer zwischen den beiden großen Hauptgruppen der Prokaryoten, den Archaeen und Bakterien. Der Transfer fand zeitlich deutlich nach der phylogenetischen Trennung der beiden großen Gruppen statt.

## Systematik
Die Ordnung Thermotogales wurde im Jahr 2002 von Anna-Louise Reysenbach aufgestellt. Sie besteht aus zwei Familien mit je zwei Gattungen (Stand Juni 2020). Die Ordnung zählt zu der Klasse Thermotogae und der gleichnamigen Abteilung. Die Typgattung ist Thermotoga. In der Klasse der Thermotogae sind vier Ordnungen enthalten: Die Kosmotogales, Mesoaciditogales, Petrotogales und die Thermotogales.
Nach der Aufstellung der Ordnung Thermotogales im Jahr 2004 wurde der Ordnung zunächst nur eine einzige Familie, die Thermotogaceae zugeordnet. Die Thermotogales waren auch gleichzeitig die einzige Ordnung der Abteilung Thermotogae. Zu dieser Zeit zählten noch die Gattungen Fervidobacterium, Thermosipho, Geotoga und Petrotoga zu dieser Familie. Im weiteren Verlauf wurden weitere phylogenetisch verwandte Arten neu beschrieben. Weitere Untersuchungen der 16S rRNA führte zu der im Jahr 2013 vorgeschlagene Erweiterung der Klasse Thermotogae. Es wurden zwei zusätzliche Ordnungen eingeführt, die Kosmotogales und die Petrotogales. Im  Jahr 2016 wurde noch zusätzlich die Ordnung Mesoaciditogales eingeführt.
Das Phylum Thermotogae stellt aus evolutionärer Sicht den zweitältesten Zweig von hyperthermophilen Bakterien da. Als ältester Zweig wird das Phylum Aquificae angesehen.
Es folgt eine Auflistung der Familien und Gattungen der Ordnung Thermotogales:
- Fervidobacteriaceae Bhandari and Gupta 2014
  - Fervidobacterium Patel et al. 1985
  - Thermosipho Huber et al. 1989
- Thermotogaceae Reysenbach 2002 emend. Bhandari & Gupta 2014
  - Pseudothermotoga Bhandari & Gupta 2014 (nach GTDB in eigene Familie)[15]
  - „Thermopallium“ Duckworth et al. 1996 (nur NCBI)[16]
  - Thermotoga Stetter & Huber 1986

## Ökologie
Die Arten der Thermotogales kommen in Habiten mit hohen Temperaturen, wie z. B. in Erdöllagerstätten, heißen Süßwasserquellen oder in heißen Tiefseequellen des Meeres (geothermale Tiefseequellen) vor. Solche Bakterien werden als thermophil („hitzeliebend“) bezeichnet. Viele Arten benötigen zusätzlich hohen Salzgehalt, sie sind halophil („salzliebend“). Die Art Fervidobacterium nodosum kommt in Vulkangebieten vor, wo Schwefel austritt (sogenannte Solfatare).

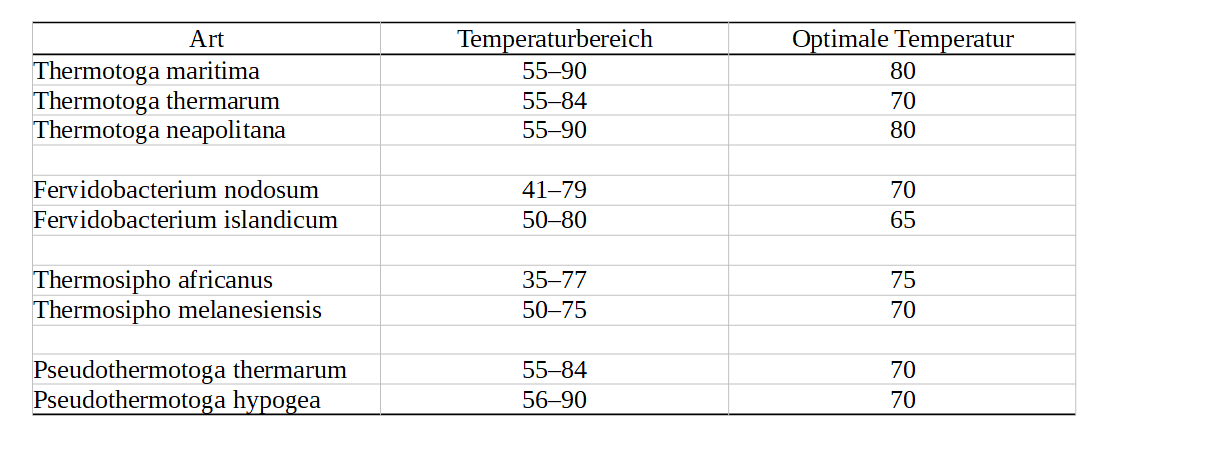
Eine Tabelle mit Angaben der tolerierten Temperaturbereichen und der Temperatur für optimales Wachstum einiger Arten der Thermotogales. Zum Vergrößern bitte anklicken.

Thermotoga maritima ist die erste entdeckte Art in der Domäne der Bakterien, die Temperaturen über 80 °C toleriert. Man spricht hierbei von hyperthermophilen Bakterien. Das Bakterium wurde im Jahre 1986 von einem Team um Robert Huber erstbeschrieben. Diese Fähigkeit bei Temperaturen über 80 °C zu wachsen, war bis dahin nur von den Archaeen bekannt. Aktuell (2017) sind hyperthermophile Mikroorganismen bei den Bakterien nur in den Stämmen Thermotogae, Thermodesulfobacteria und Aquificae bekannt.

## Nutzung durch den Menschen
Die verschiedenen hitzeresistenten Proteine und Enzyme der thermophilen Arten sind für die Biotechnologie von Interesse. Besonders wurde hierbei Thermotoga maritima untersucht. Anwendungsgebiete sind z. B. Waschmittel die bei hohen Temperaturen eingesetzt werden. Hierbei werden Enzyme die Peptide spalten genutzt. Ein weiteres Beispiel ist die ebenfalls von Thermotoga maritima stammende Tma-Polymerase die für die Polymerase-Kettenreaktion (englisch polymerase chain reaction, PCR) genutzt wird. Es handelt sich hierbei um eine spezielle thermostabile DNA-Polymerase die zum kopieren von DNA-Abschnitten benutzt wird. Ein anderes Anwendungsbeispiel ist das Bleichen bei der Papierherstellung. Hierzu wurden Enzyme, sogenannte Xylanasen, von Thermotoga maritima untersucht. Vielen Arten der Thermotogae bilden Wasserstoffgas (H2), was für die biologische Herstellung von alternativen Kraftstoffen von Interesse ist.